# Флавий Ромул
Флавий Ромул (лат. Flavius Romulus) — государственный деятель Римской империи первой половины IV века, консул 343 года.

## Биография
Ромул назначен на должность консула в 343 году вместе с Фурием Плацидом. Более никакой информации о его жизни и карьере не сохранилось. Возможно, он был предком Флавия Писидия Ромула, городского префекта Рима в 406 году.